# Kossou

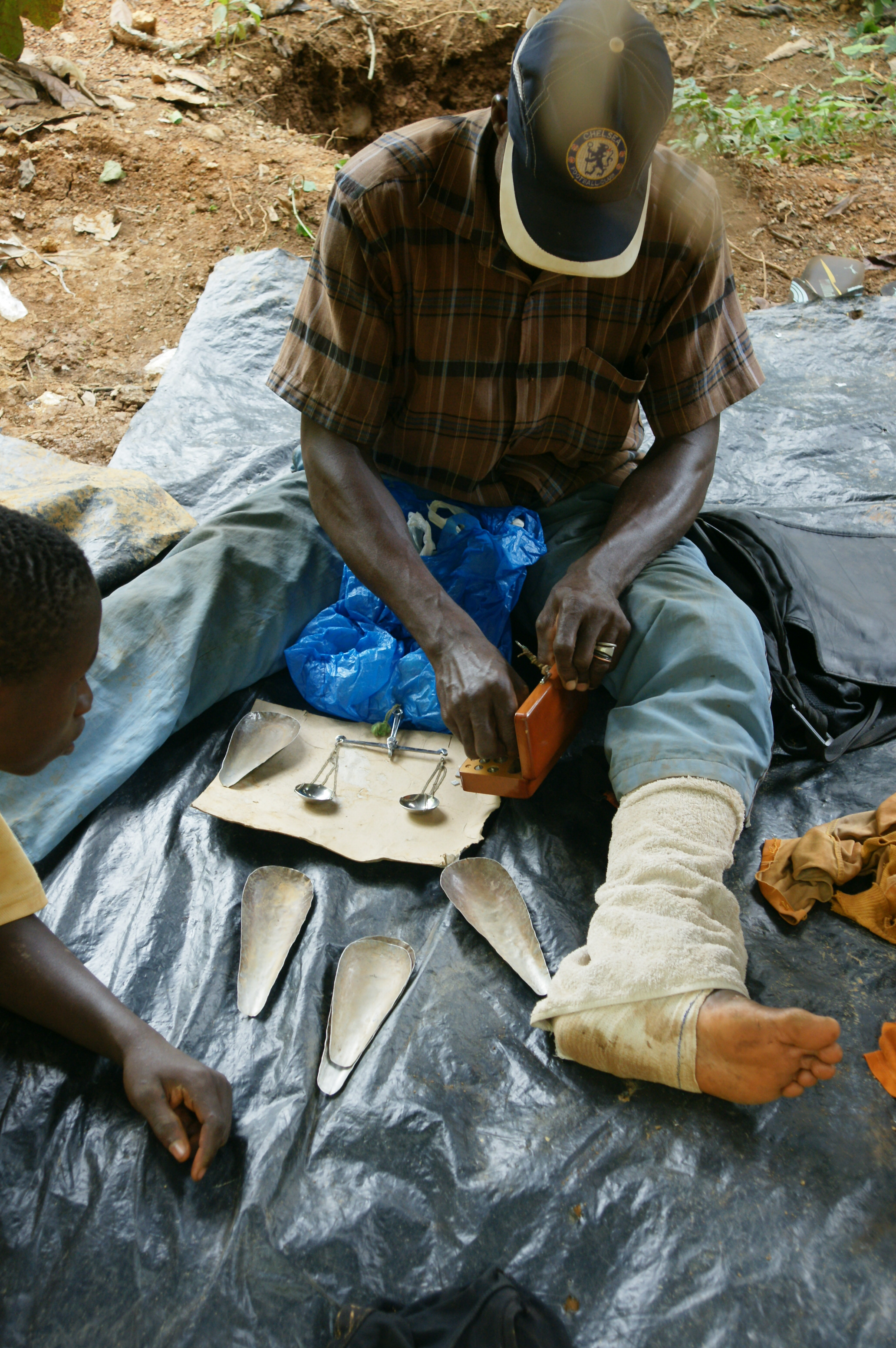
Pesage de l'or dans une mine proche du barrage.

Kossou est une ville baoulée, au centre de la Côte d'Ivoire, située dans la Région des Lacs à une quarantaine de kilomètres au nord-ouest de Yamoussoukro.
Le barrage de Kossou est le plus grand barrage hydroélectrique et le plus grand centre de production d'énergie du pays.
Depuis 2005, Kossou est le siège d'une sous-préfecture du département de Yamoussoukro.